# Пестречинский район
Пестречи́нский райо́н (тат. Питрә́ч районы́) — административно-территориальная единица и муниципальное образование в составе Республики Татарстан Российской Федерации. Развитый социально-экономический муниципальный район общей площадью 1339,54 км², расположен в северо-западном регионе Республики Татарстан. Административный центр — село Пестрецы (тат.  Питрә́ч).
Пестречинский район — один из важнейших сельскохозяйственных регионов Татарстана. Главными экономическими отраслями считаются мясомолочное скотоводство, птицеводство, коневодство, звероводство.
На территории района действует Государственный историко-культурный музей-заповедник республиканского значения «Ленино-Кокушкино», где расположена усадьба деда Владимира Ульянова — Александра Бланка. Также рядом с селом Пестрецы находится исторический памятник — Пестречинская стоянка бронзового века (XVIII—IX до нашей эры).

## География
Район расположен в Предкамье, общая площадь составляет 1339,54 м². На севере Пестречинский район граничит с Высокогорским и Арскими районами, на востоке — с Тюлячинским, на юге — с Рыбно-Слободским и Лаишевским районами. Западная часть региона примыкает к Казани.

## Герб и флаг
В червёлном (красном) поле с зелёной оконечностью, поверх всего — золотой кувшин, полный такового же зерна, стоящим на нем золотым петухом, поддерживаемый двумя серебряными сообращенно сидящими и обернувшимися норками с хвостами у лап.
Герб Пестречинского района был утверждён в 2007 году и внесён в Государственный геральдический регистр Российской Федерации под № 3190. В центре герба изображён кувшин, сомволизирующий развитие ремесёл в регионе, жители которого активно занимались ювелирным, кожевенным, дерево- и металлобрабатывающими производствами. Заполненный зерном кувшин символизирует земледельческие традиции и современное сельскохозяйственное производство, которые составляют основу экономики района. Две норки отображают другую развитую отрасль экономики — производство пушнины. Красный цвет на гербе представляет качества трудолюбия, силы, мужества, красоты. Золотой отождествляет урожай, богатство, солнечную энергию и тепло. Зелёный цвет является символом природы, здоровья, молодости, жизненного роста.
Флаг района был разработан на основе герба и также утверждён в мае 2007 года. Это красное полотнище, в нижнем крае которого расположена зелёная полоса в 2/9 ширины флага. В центре тоже две норки, которые держат жёлтый кувшин с зерном и стоящим на нём петухом.

## История

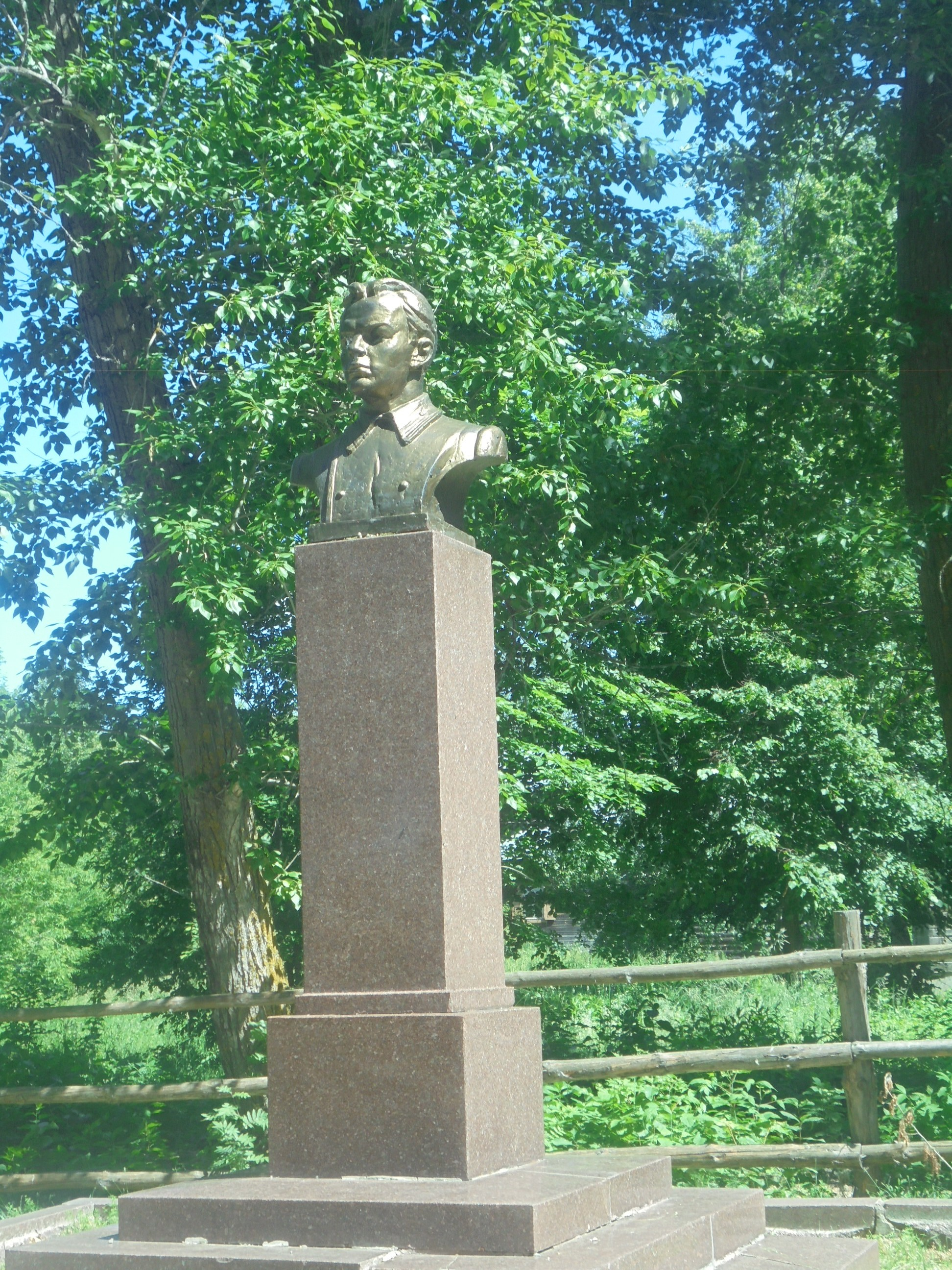
Памятник Ленину в Ленино-Кокушкино

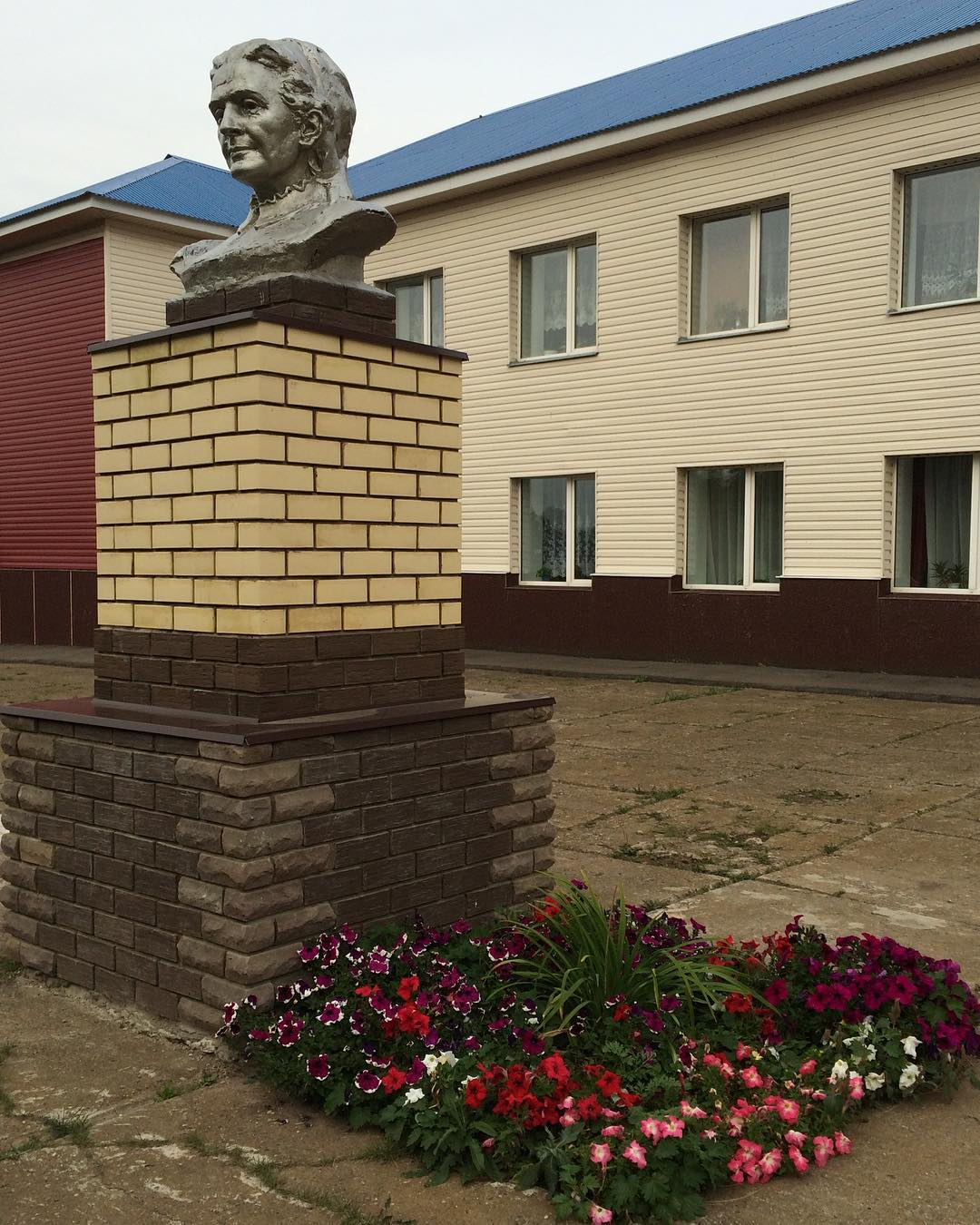
Памятник Марии Ульяновой в Ленино-Кокушкино

### Этимология
Район назван в честь административного центра — села Пестрецы. Существуют две версии происхождения названия. Согласно первой, «Пестрецы» образовано от «пёстрый народ», или разнообразных рабочих, селившихся в регионе в XV—XVI веках — резчиков по дереву, валяльщиков, гончаров, плотников, портных. Другая версия предполагает, что название происходит от часто встречающиеся в регионе грибов «пестрец» из семейства моховика.

### Становление
Первые люди начали селиться на территории современного Пестречинского района в конце ледникового периода. Они занимались рыболовством и охотой — их стоянки были впоследствии обнаружены недалеко от села Пестрецы. Само село образовано более 400 лет назад, после взятия Казани войсками Ивана Грозного. В годы его правления на Свияжской горе на берегу Волги был возведён Троицко-Сергиев монастырь, строителям которого Иван IV даровал земли к востоку от Казани. Первое поселение в тех краях получило название Троицкая Пустошь. Впоследствии район начали активно заселять различные ремесленные работники. В XVI веке особое развитие в регионе получило гончарное производство, которое затем переросло в производство художественной керамики с татарскими национальными орнаментами.
В 1787 году население Пестрецов составляло 865 мужчин и 913 женщин, всего числилось 310 дворов. По данным 1901 года в Пестрецах 356 дворов, 2259 душ, 66 частных гончарных заведений, несколько небольших кирпичных заводов, два гончарных заведения промышленного типа, линия по производству керамических дымовых труб, керамических плиток, черепичной плитки.
Пестречинский район был образован 10 августа 1930 года. В её состав вошли Пестречинская и Пановская волости полностью, селения Казыли, Комаровка, Надежда, Новая Гремячка, Верхние Русские Казыли, Чита, Искиюрт, Шебулатово, Кряш-Серда, Дубровка, Крещёные Казыли, Свобода, Григорьевка, Колкомерка Рыбнослободского района, селения Таутермень, Янцевары, Нырсовары Тюлячинской волости, селения Приютово, Анненково, Николаевка Калининской волости и селение Ивановка Тукаевской волости.
До 1920 года его современная территория находилась в Лаишевском и Казанском уездах, с 1920 по 1927-й годы входила в Лаишевский и Арский кантоны ТАССР, с 1927 по 1930-й была только в Арском кантоне.

### Современность
С 1998 по 2013 год Пестречинский район возглавлял Шайхулла Насыбуллин, после него главой был назначен Эдуард Дияров, начавший активно развивать сельское хозяйство в регионе. С 2018 года районом руководил Ильхам Кашапов. В 2024 году назначили Раиса Сулейманова новым главой района. 

## Население

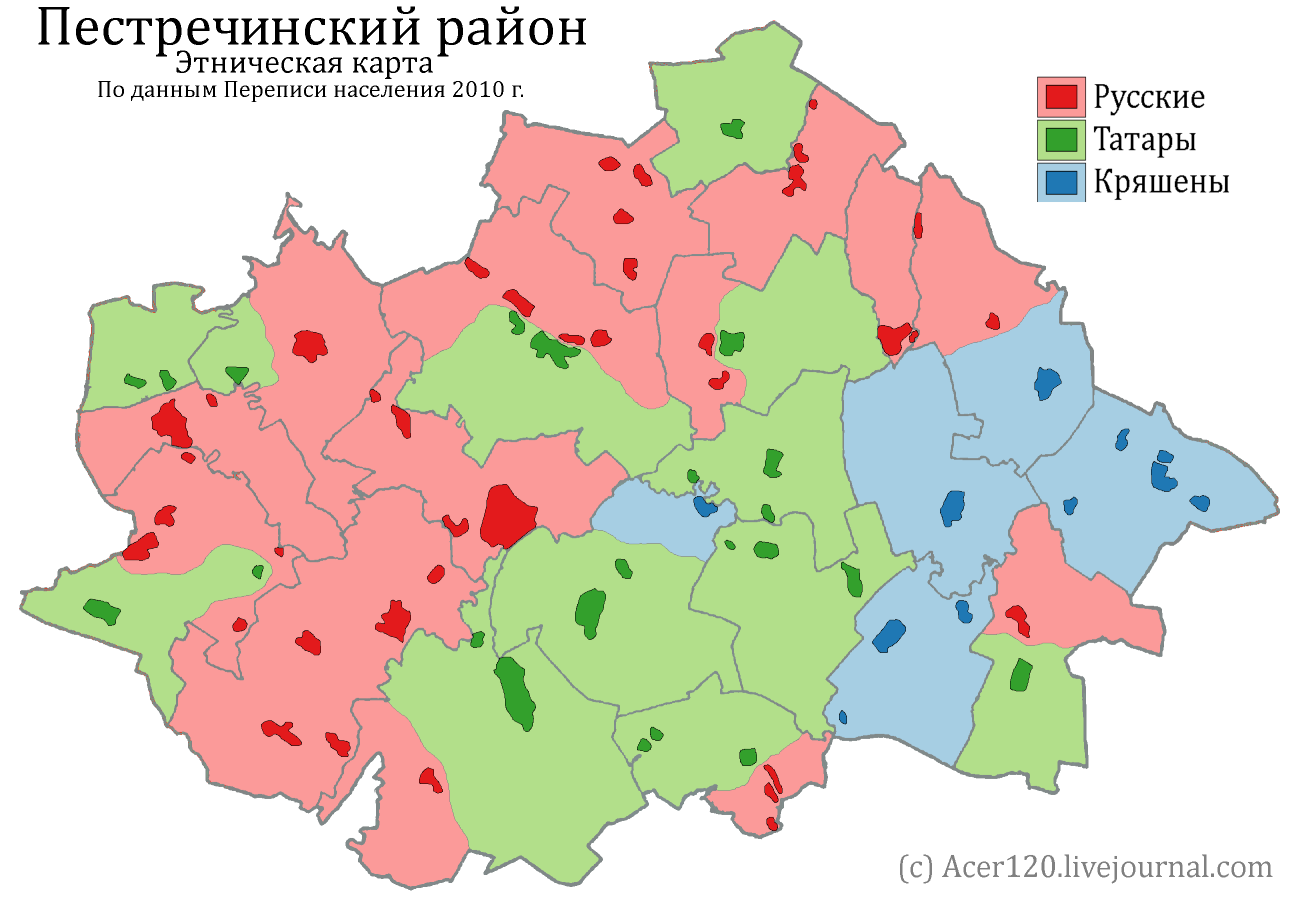
Этническая карта Пестречинского района

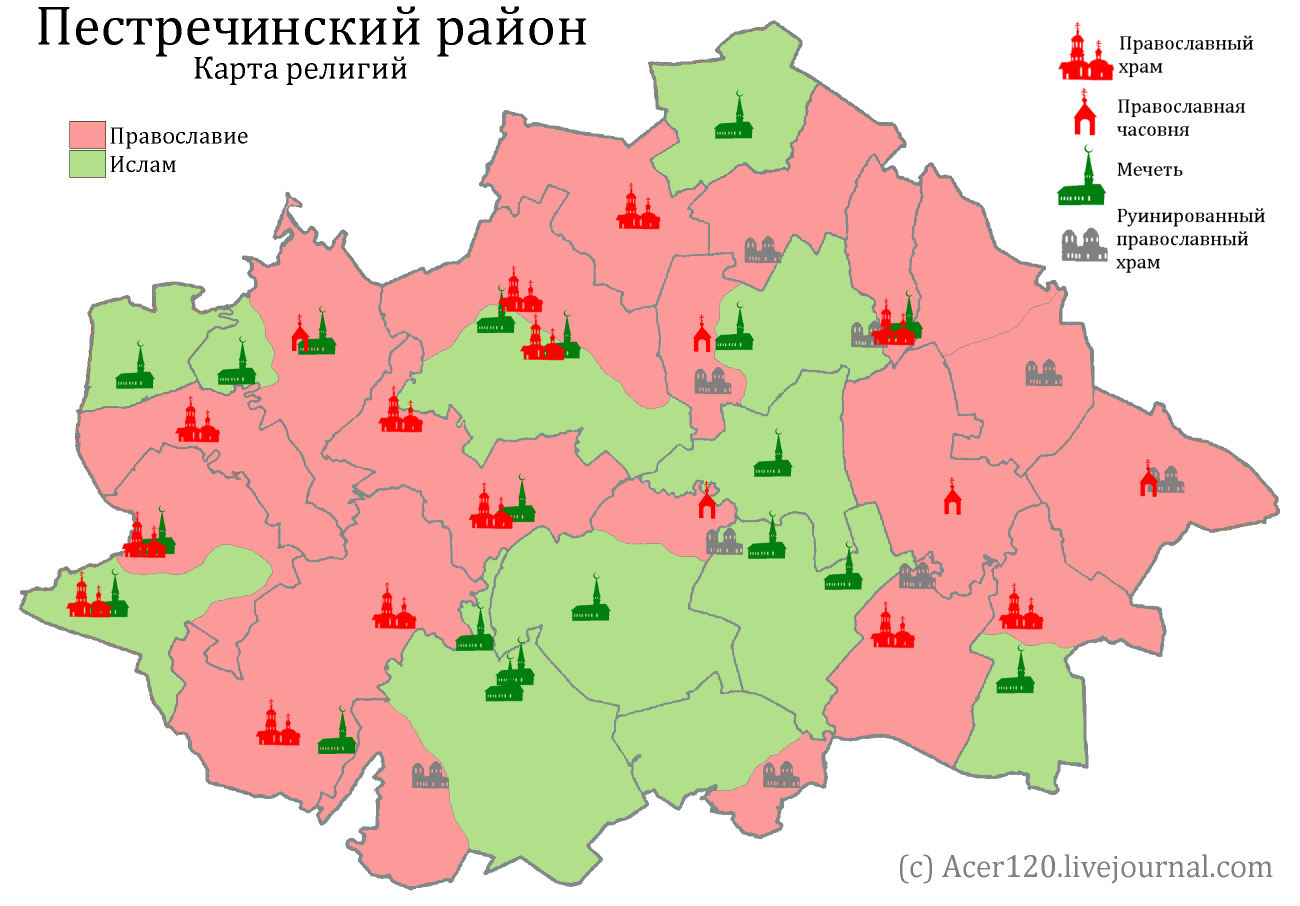
Религиозная карта Пестречинского района

По состоянию на 2020 год, в регионе проживали 48 561 жителей. Этнически район гетерогенен и на 53,8 % его заселяют татары, 42,3 % русские, отдельно представлены чувашей, армян, грузин, марийцев и украинцев. Данные представлены согласно итогам переписи 2020 года (из числа указавших национальность).
С 2001 по 2011 год в регионе наблюдался отрицательный прирост населения. В 2012-м незначительно повысилась рождаемость: количество рождений составило 343 человека против 332 зарегистрированных смертей. Также в последнее десятилетие падает смертность.
| 2002    | 2003    | 2004    | 2005    | 2006    | 2007    | 2008    |
| ------- | ------- | ------- | ------- | ------- | ------- | ------- |
| 28 454  | ↘27 300 | ↗28 200 | ↘28 031 | ↗28 161 | ↗28 354 | ↗28 671 |
| 2009    | 2010    | 2011    | 2012    | 2013    | 2014    | 2015    |
| →28 671 | ↗29 023 | ↗29 043 | ↗29 234 | ↗29 681 | ↗30 233 | ↗31 009 |
| 2016    | 2017    | 2018    | 2019    | 2021    |         |         |
| ↗32 266 | ↗34 294 | ↗36 662 | ↗40 170 | ↗62 094 |         |         |

## Муниципально-территориальное устройство
В Пестречинском районе 74 населённых пункта в составе 21 сельского поселения.
| №  | Сельские поселения                      | Административный центр  | Количество населённых пунктов | Население | Площадь, км² |
| -- | --------------------------------------- | ----------------------- | ----------------------------- | --------- | ------------ |
| 1  | Белкинское сельское поселение           | село Белкино            | 3                             | ↘215      |              |
| 2  | Богородское сельское поселение          | село Богородское        | 7                             | ↗19 482   |              |
| 3  | Екатериновское сельское поселение       | село Екатериновка       | 6                             | ↘213      |              |
| 4  | Кибячинское сельское поселение          | село Кибячи             | 1                             | ↘340      |              |
| 5  | Кобяковское сельское поселение          | село Кобяково           | 1                             | ↘226      |              |
| 6  | Ковалинское сельское поселение          | село Ковали             | 3                             | ↘255      |              |
| 7  | Конское сельское поселение              | село Конь               | 3                             | ↗982      |              |
| 8  | Кощаковское сельское поселение          | село Кощаково           | 5                             | ↗3088     |              |
| 9  | Кряш-Сердинское сельское поселение      | село Кряш-Серда         | 3                             | ↘481      |              |
| 10 | Кулаевское сельское поселение           | село Кулаево            | 5                             | ↘1671     |              |
| 11 | Ленино-Кокушкинское сельское поселение  | село Ленино-Кокушкино   | 6                             | ↘3036     |              |
| 12 | Надеждинское сельское поселение         | деревня Надеждино       | 4                             | →321      |              |
| 13 | Отар-Дубровское сельское поселение      | село Отар-Дубровка      | 2                             | ↘473      |              |
| 14 | Пановское сельское поселение            | село Пановка            | 2                             | ↘1627     |              |
| 15 | Пестречинское сельское поселение        | село Пестрецы           | 4                             | ↗12 461   |              |
| 16 | Пимерское сельское поселение            | деревня Пимери          | 3                             | ↘294      |              |
| 17 | Татарско-Ходяшевское сельское поселение | село Татарское Ходяшево | 3                             | ↗685      |              |
| 18 | Читинское сельское поселение            | село Чита               | 3                             | ↘585      |              |
| 19 | Шалинское сельское поселение            | село Шали               | 3                             | ↗3046     |              |
| 20 | Шигалеевское сельское поселение         | село Старое Шигалеево   | 2                             | ↗8902     |              |
| 21 | Янцеварское сельское поселение          | село Янцевары           | 5                             | ↘296      |              |

| №  | Населённый пункт   | Тип     | Население | Муниципальное образование               |
| -- | ------------------ | ------- | --------- | --------------------------------------- |
| 1  | Александровка      | деревня | 2         | Екатериновское сельское поселение       |
| 2  | Альвидино          | село    |           | Конское сельское поселение              |
| 3  | Аркатово           | село    |           | Надеждинское сельское поселение         |
| 4  | Арышхазда          | село    | ↗196      | Кулаевское сельское поселение           |
| 5  | Барсил             | посёлок |           | Кощаковское сельское поселение          |
| 6  | Белкино            | село    | ↘221      | Белкинское сельское поселение           |
| 7  | Богородское        | село    | ↗757      | Богородское сельское поселение          |
| 8  | Большие Бутырки    | село    |           | Ленино-Кокушкинское сельское поселение  |
| 9  | Большие Дюртили    | деревня | ↘22       | Кулаевское сельское поселение           |
| 10 | Верхние Девлизери  | деревня | 18        | Екатериновское сельское поселение       |
| 11 | Гильдеево          | село    | ↗93       | Богородское сельское поселение          |
| 12 | Екатериновка       | село    | 94        | Екатериновское сельское поселение       |
| 13 | Званка             | деревня |           | Кощаковское сельское поселение          |
| 14 | Змеево             | деревня |           | Ленино-Кокушкинское сельское поселение  |
| 15 | Иксуар             | деревня |           | Кряш-Сердинское сельское поселение      |
| 16 | Ильинский          | посёлок | ↗34       | Богородское сельское поселение          |
| 17 | Иске-Юрт           | деревня |           | Читинское сельское поселение            |
| 18 | Казыли             | село    |           | Отар-Дубровское сельское поселение      |
| 19 | Камыш              | деревня | →2        | Богородское сельское поселение          |
| 20 | Карповка           | посёлок | ↗260      | Кулаевское сельское поселение           |
| 21 | Кзыл Яшьляр        | деревня |           | Конское сельское поселение              |
| 22 | Кибячи             | село    | ↗346      | Кибячинское сельское поселение          |
| 23 | Княжа              | деревня |           | Татарско-Ходяшевское сельское поселение |
| 24 | Кобяково           | село    | ↘229      | Кобяковское сельское поселение          |
| 25 | Ковали             | село    |           | Ковалинское сельское поселение          |
| 26 | Козий Починок      | посёлок |           | Пестречинское сельское поселение        |
| 27 | Колкомерка         | деревня |           | Кряш-Сердинское сельское поселение      |
| 28 | Конь               | село    |           | Конское сельское поселение              |
| 29 | Кощаково           | село    |           | Кощаковское сельское поселение          |
| 30 | Кряш-Серда         | село    |           | Кряш-Сердинское сельское поселение      |
| 31 | Кудашево           | деревня | →0        | Белкинское сельское поселение           |
| 32 | Кулаево            | село    | ↗1164     | Кулаевское сельское поселение           |
| 33 | Куюки              | деревня | ↗15 977   | Богородское сельское поселение          |
| 34 | Ленино-Кокушкино   | село    |           | Ленино-Кокушкинское сельское поселение  |
| 35 | Люткино            | село    |           | Шалинское сельское поселение            |
| 36 | Надеждино          | деревня |           | Надеждинское сельское поселение         |
| 37 | Нептун             | деревня | ↗71       | Екатериновское сельское поселение       |
| 38 | Новое Шигалеево    | село    |           | Шигалеевское сельское поселение         |
| 39 | Новоникольское     | деревня | 1         | Екатериновское сельское поселение       |
| 40 | Новосёлок          | деревня |           | Пановское сельское поселение            |
| 41 | Нурма              | деревня |           | Пимерское сельское поселение            |
| 42 | Нырсовары          | деревня |           | Янцеварское сельское поселение          |
| 43 | Отар-Дубровка      | село    |           | Отар-Дубровское сельское поселение      |
| 44 | Пановка            | село    |           | Пановское сельское поселение            |
| 45 | Первое Мая         | посёлок | ↗152      | Богородское сельское поселение          |
| 46 | Пестрецы           | село    | ↗11 601   | Пестречинское сельское поселение        |
| 47 | Петрово            | деревня |           | Надеждинское сельское поселение         |
| 48 | Пимери             | деревня |           | Пимерское сельское поселение            |
| 49 | Райково            | деревня |           | Янцеварское сельское поселение          |
| 50 | Русское Ходяшево   | деревня |           | Татарско-Ходяшевское сельское поселение |
| 51 | Салкын-Чишма       | деревня |           | Ленино-Кокушкинское сельское поселение  |
| 52 | Селенгуши          | село    |           | Читинское сельское поселение            |
| 53 | Средние Девлизери  | деревня | 60        | Екатериновское сельское поселение       |
| 54 | Средняя Ия         | село    |           | Надеждинское сельское поселение         |
| 55 | Старое Кощаково    | деревня |           | Кощаковское сельское поселение          |
| 56 | Старое Шигалеево   | село    |           | Шигалеевское сельское поселение         |
| 57 | Тагашево           | село    | ↘100      | Кулаевское сельское поселение           |
| 58 | Татарское Ходяшево | село    |           | Татарско-Ходяшевское сельское поселение |
| 59 | им. ТатЦИКа        | деревня |           | Шалинское сельское поселение            |
| 60 | Таутермень         | деревня |           | Янцеварское сельское поселение          |
| 61 | Толкияз            | деревня |           | Янцеварское сельское поселение          |
| 62 | Уланово            | деревня |           | Пестречинское сельское поселение        |
| 63 | Урывкино           | деревня |           | Ковалинское сельское поселение          |
| 64 | Ушня               | посёлок |           | Ленино-Кокушкинское сельское поселение  |
| 65 | Царёво             | деревня |           | Кощаковское сельское поселение          |
| 66 | Черемышево         | село    |           | Ленино-Кокушкинское сельское поселение  |
| 67 | Черниково          | деревня | ↘6        | Богородское сельское поселение          |
| 68 | Чёртово            | деревня | ↗61       | Белкинское сельское поселение           |
| 69 | Чита               | село    |           | Читинское сельское поселение            |
| 70 | Чуча               | деревня | ↗20       | Ковалинское сельское поселение          |
| 71 | Шали               | село    |           | Шалинское сельское поселение            |
| 72 | Шихазда            | деревня |           | Пестречинское сельское поселение        |
| 73 | Юнусово            | село    |           | Пимерское сельское поселение            |
| 74 | Янцевары           | село    |           | Янцеварское сельское поселение          |

## Экономика

### Промышленность
Крупными предприятиями района являются районная эксплуатационная газовая служба и организации «Партнёр», «Строитель», «Макс-Ойл». Малый и средний бизнес производит 36,7 % валового территориального продукта, преимущественно они занимаются торговлей (28 %), транспортировкой и строительством (12 %), сельским хозяйством (6,8 %) и промышленностью (6 %). За январь-сентябрь 2020 года отгружено товаров собственного производства (кроме субъектов малого предпринимательства) на 2,4 млрд рублей.

### Сельское хозяйство
Район является ключевой точкой развития агропромышленного комплекса Татарстана и отличается неурбанизованностью. Так, по состоянию на 2013 год, доля сельского населения составляла 100 %. При этом район лидирует по уровню безработицы в Татарстане, которая в 2020 году составляет 4,11 %, что больше, чем вдвое выше среднего показателя по республике.
В регионе возделывают кормовые, зерновые, зернобобовые культуры, озимую рожь, ячмень, овёс, картофель. Всего на территории района расположено 26 сельхозформирований, включая сельскохозяйственный кооператив, подсобных хозяйства, общества с ограниченной ответственностью, акционерные общества и крестьянские хозяйства. В животноводстве главными областями являются мясо-молочное скотоводство, птицеводство, коневодство, звероводство. В 2017 году валовая продукция сельского хозяйства в районе составила 3,9 млрд рублей, большая часть которой — животноводческая отрасль.
В Пестречинском районе существуют программы по поддержке фермерских хозяйств и частных подворий, которым выделяют субсидии, в том числе и на строительство мини-ферм, приобретение доильных аппаратов, покупку молодняка птицы и другое. Крупным инвестором в сельское хозяйство района является компания «Ак Барс холдинг». Среди других бюджетообразующих предприятий — Кощаковский зверосовхоз, пестречинская птицефабрика «Ак Барс» (бренд «Пестречинка»), компании «Газовик» (состоит из 3 отделений: «Богородского», «Татарского» и «Шигалеевского»), СХП «Кощаковский», рыбхоз «Ушня», ПКЗ «Казанский», ПСХ «Карповка», «Пестрецы-агро», «Рацин-Шали», «Пестречинская продовольственная корпорация».

### Инвестиционный потенциал
Пестречинский район развивает работу с инвесторами. В 2017 году объём инвестиций на душу населения составил 230,9 тысяч рублей. В 2018 году в районе были запущены несколько крупных инвестиционных проектов, среди них реконструкция базы для производства гибкой упаковки компании «Данафлекс», объём инвестиций в проект составил 140 млн рублей; строительство оптовых складов алкогольной продукции (привлечено около 200 млн); открытие молокоперерабатывающего завода (30 млн); производство полиэтиленовых труб (20 млн). Всего за 2018 год объём инвестиций составил более 8 млрд рублей, из них 906 млн были вложены в развитие сельского хозяйства. По итогам 2019 года объем инвестиций в основной капитал составил 16,6 млрд рублей. В том же году в районе запустили онлайн CRM-систему для работы с инвесторами, чтобы обеспечивать эффективное взаимоотношение, сократить время оказания услуг со стороны администрации и потенциально увеличить инвестиционные проекты в район.
В районе действует промышленная площадка «GreenwichPark Пестрецы» (на 2020 год в ней два резидента — «Спектр» и «Технопарк») и технопарк компании «Данафлекс».

### Жилищный фонд
В 2019 году глава Пестречинского района Ильхам Кашапов представил устойчивую модель развития села на Межпарламентской ассамблее участников СНГ. C 2015 по 2019 в рамках этой модели в районе ввели в эксплуатацию 575 тысяч м² жилья, что привлекло в район ещё 11,3 тысяч человек, после чего население составило 43,7 тысяч. По объёму строящегося жилья Пестречинский район находится на третьем месте в регионе после Казани и Набережных Челнов. В 2020 году Пестречинский район занял первое место по общей площади жилых домов, введённых в эксплуатацию в расчёте на душу населения. Например, только за счёт жилого комплекса «Царево» население Пестречинского района выросло на 16 тысяч.

### Транспорт
Протяженность автомобильных дорог местного значения в районе составляет 693 км. Через Пестречинский район проходят несколько крупных автодорог: М-7 (Волга) «Москва — Казань — Уфа», Шали — Сорочьи Горы, Казань — Ленино-Кокушкино — Тюлячи — Шемордан, Старое Шигалеево — Пестрецы — Кулаево (М-7). Минтранс планирует на территории района проложить часть автомагистрали транспортного коридора «Западная Европа — Западный Китай» (участок Йошкар-Ола — Шали).

## Экология
Наиболее значительным водным источником района является река Мёша. Всего в районе выявлено 146 родников, из которых 7 имеют историческое значение.
На территории района расположен Ленино-Кокушкинский государственный природно-исторический заказник — участок искусственно созданных лесов, которые представлены породами сосны и лиственницы в водоохранной зоне реки Ушня.

## Социальная сфера
В районе действуют 29 общеобразовательных школ, 13 дошкольных учреждений, 1 школа-интернат и Ленино-Кокушкинский профессиональный лицей. В сфере здравоохранения работает 34 учреждения, в числе которых центральная районная больница, Кощаковская, Ленино-Кокушкинская, Пановская и Шалинская врачебные амбулатории, а также 28 фельдшерско-акушерских пунктов.
Пестречинский район входит в малое кольцо туристического маршрута «Жемчужное ожерелье Татарстана». На территории района находится Государственный историко-культурный музей-заповедник республиканского значения «Ленино-Кокушкино» с усадьбой деда Владимира Ульянова — Александра Бланка. В селе Аркатово действует Смоленско-Богородицкая церковь 1746 года, где хранится чудотворная икона. Рядом с церковью бьют три святых источника, привлекающих паломников со всего региона.
| - Церковь Благовещения Пресвятой Богородицы, село Казыли - Церковь Иоанно-Предтеченская, село Селенгуши - Музей-Заповедник имени Ленина, село Ленино-Кокушкино |

В Пестречинском районе проживают кряшены (крещённые татары), действует одна кряшенская церковь — храм святого Николая в селе Кряш-Серда. Культура кряшен Заказанья и Пестречинского района считаются эталоном кряшенской народной традиции. Предки кряшен Пестречинского района были старокрещёными татарами и сохраняли языческие верования даже в XIX веке. В то же время с XVI по начало XX века крящены восприняли многие христианские верования, которые стали совмещаться с их старыми традициями. В постсоветский период религиозная и культурно-бытовая отличительность кряшен от татар-мусульман стала причиной для требования ряда крешенских организаций по признанию статуса отдельного народа. Самый известный райнноный кряшен — Герой Советского Союза Пётр Гаврилов, защитник Брестской крепости. Другой известный уроженец района — заслуженный лётчик-испытатель СССР Авдеев, Иван Егорович из деревни Приютово.
В Пестречинском районе действуют централизованная клубная и библиотечная системы, работает Пестречинский краеведческий музей, который включает отдел краеведческого музея в селе Крящ-Серда с изучением быта и национальной культуры кряшен, а также музей Героя Советского Союза имени Петра Гаврилова в деревне Альвидино.
В регионе работает филиал «Татмедиа» — «Пестрецы-информ», в его состав входит районная газета «Вперёд» («Алга») на русском и татарском языках и телеканал «Пестрецы».
В 2013 году на территории села Пестрецы на правом берегу Мёши, в лесном массиве Лаишевского лесхоза Пестречинского лесничества были найдены две стоянки древних людей — Пестречинская стоянка (эпоха бронзы, XVIII—IX до нашей эры) и стоянка эпохи энеолита, относящаяся к гарино-борской культуре (III—II тысяч лет до нашей эры). Всего вдоль берега Мёши археологи зафиксировали культурный слой, протяжённостью 45 метров.
В 2010-м в окрестностях села Ленино-Кокушкино был найден клад в 350 серебряных монет, отчеканенных от имени московских правителей Ивана III, Василия III, Ивана IV на монетных дворах Москвы, Твери, Новгорода и Пскова.